# Inuyasha the Movie - Un sentimento che trascende il tempo
Inuyasha the Movie - Un sentimento che trascende il tempo (映画犬夜叉 時代を越える想い?, Eiga Inuyasha: Toki o koeru omoi) è un film del 2001 diretto da Toshiya Shinohara. È il primo film anime basato sulla serie manga shōnen Inuyasha di Rumiko Takahashi, che ha personalmente creato gli antagonisti del lungometraggio. Le illustrazioni originali dell'autrice, più altre informazioni sul film, sono state pubblicate sul secondo art book dell'anime nel febbraio 2002 in Giappone. Il film fu distribuito in Giappone il 15 dicembre 2001 dalla Toho.

## Trama

Menomaru in una scena del film

Un frammento della Sfera dei Quattro Spiriti penetra in un albero liberando il demone falena Menomaru, il cui padre Hyoga era stato ucciso due secoli prima da Toga, padre di Inuyasha. Menomaru intende vendicare la morte di suo padre e liberare il suo infinito potere, che Toga aveva sigillato nell'albero insieme a lui.
Inuyasha e i suoi amici Kagome Higurashi, il monaco Miroku, la sterminatrice di demoni Sango e il demone volpe Shippo hanno appena finito di uccidere un demone scorpione. Miroku e Sango si separano dal gruppo dopo che la fedele compagna nekomata di Sango, Kirara, scappa misteriosamente, portandoli in una foresta. Qui le sottoposte di Menomaru, Ruri e Hari, iniziano a combattere contro di loro: Ruri copia il Vortice del Vento di Miroku, e Hari inserisce nella fronte di Kirara una conchiglia che le permette di controllarne le azioni, quindi entrambe fuggono. Nel frattempo, Menomaru rapisce Kagome e, dopo averla portata nel suo covo, le inserisce nella fronte una delle conchiglie di Hari potenziata con un frammento della Sfera, in modo da imporle di combattere contro Inuyasha.
Inuyasha e gli altri arrivano nell'albero di Menomaru per salvare Kagome, ma un colpo di Inuyasha rompe il sigillo del padre e libera il potere di Hyoga. Mentre Menomaru procede con il rituale di successione e assorbe il potere di suo padre, spara su Inuyasha e i suoi amici un potente colpo energetico che li separa spedendoli a diversi chilometri di distanza. Menomaru poi inizia a cambiare l'essenza del tempo e dello spazio assorbendo le anime di innumerevoli persone per fondersi completamente con l'energia demoniaca della sua famiglia; nel frattempo attiva il controllo su Kagome, e la ragazza è costretta a inseguire e uccidere Inuyasha. Dopo che Inuyasha capisce cosa le ha fatto Menomaru e sceglie di affrontarla presso l'albero Goshinboku, lei lo trafigge con una freccia sacra come aveva fatto Kikyo. Mentre Kagome riprende il controllo di se stessa e piange per le sue azioni, appare proprio Kikyo che la costringe a tornare nella sua epoca prima che le radici di Goshinboku ostruiscano il pozzo.
Nel presente, Kagome esce dal santuario della sua famiglia e vede Tokyo coperta di neve a causa della maledizione di Menomaru. Recatasi presso Goshinboku, si rende conto che senza una via di ritorno al periodo Sengoku non potrà mai più vedere Inuyasha. Mette la mano sull'albero, rendendosi conto che lei e Inuyasha sono emotivamente collegati tra loro attraverso l'albero e possono parlarsi anche da un'epoca all'altra. Dopo che Inuyasha la supplica di tornare al passato, Kagome recupera la punta della freccia sacra di Kikyo dall'albero e, ricostruita la freccia, la lancia nel pozzo riuscendo a liberarlo. Ritornata nel periodo Sengoku, trova Inuyasha risvegliato grazie a Shippo, Myoga e Kaede.
Nel frattempo, Miroku e Sango decidono di affrontare da soli Menomaru, Ruri e Hari; Miroku sconfigge Ruri in un duello con i loro Vortici del Vento, mentre Sango riporta Kirara in sé, permettendo loro di sconfiggere Hari. A loro si uniscono Inuyasha, Kagome e Shippo in un'ultima resistenza contro Menomaru, che emerge dal suo bozzolo come il nuovo Hyoga, un dio falena con molto più potere di quanto ne avesse mai avuto suo padre. Inuyasha riesce a trovare il modo di sconfiggere Menomaru una volta per tutte, combinando il suo Bakuryuha con il potere di una freccia sacra di Kagome.

## Distribuzione

### Edizione italiana
L'edizione italiana del film, distribuita direttamente in DVD-Video, fu curata dalla Dynit. Il doppiaggio fu eseguito dalla E.T.S. e diretto da Fabrizio Mazzotta su dialoghi di Paolo Sala.

### Edizioni home video
L'edizione italiana fu distribuita in DVD il 15 dicembre 2004 dalla Terminal Video Italia. Il DVD include come extra un video promozionale giapponese (non sottotitolato) che riassume la serie TV fino all'episodio 54, l'ending senza titoli, i trailer giapponesi e italiano e una galleria artistica. Il film fu distribuito in Blu-ray Disc il 27 settembre 2017 nel primo disco del cofanetto Inuyasha - The Movies Collection, insieme al successivo Inuyasha the Movie - Il castello al di là dello specchio; questa edizione non include contenuti speciali.

## Accoglienza

### Incassi
Il film chiuse al quinto posto del botteghino giapponese nella sua settima e ultima settimana, incassando un totale di 1,54 miliardi di yen.